# Fekal transplantation
Fekal transplantation (FMT) är en metod där friska bakterier från tarmfloran hos en individ överförs till en mottagare för att återställa tarmfloran. Genom att samla de friska bakterierna från donerad avföring kan dessa återskapa balansen. Transplantationen används för att motverka sjukdomar som clostridium difficile infection (CDI), irritable bowel syndrome (IBS), förstoppning, kolit och andra tarmsjukdomar. Eftersom andra alternativ än antibiotika eftersöks för att bota tarmsjukdomar har FMT blivit en mer uppmärksammad metod.

## Historia
Sättet att behandla tarmsjukdomar med avföring uppkom i Kina för över tusen år sedan. Under 300-talet såg Kinesisk medicin det som ett sätt att behandla matförgiftning och allvarlig diarré. Den kinesiska inflytelserike läkaren Li Shizhen använde sig av denna teknik på 1500-talet. Han gav de sjuka “gul soppa”, ett hopkok av avföring och vatten som patienten drack. Metoden finns även med i hans stora verk Bencao gangmu som läkemedel för diarré och så vidare. Beduiner i Nordafrika har länge använt sig av varm, färsk kamelavföring för att bota dysenteri. Dess verkan bekräftades av den tyska Afrikakåren under andra världskriget.
Det första dokumenterade ingreppet med Fekal transplantation (FMT) genomfördes 1958 av en grupp läkare från Colorado. Operationen genomfördes på fyra patienter som led av Clostridium Difficile Infection, man använde sig av fekalt lavemang och det ledde till ett snabbt tillfrisknande hos patienterna.

## Syfte
FMT utförs i syfte att återställa tarmfloran. Metoden görs främst på personer som insjuknat i CDI (clostridium difficile infection). Sjukdomen innebär att man kan få skador på grovtarmen som ger våldsam diarré, svår infektion och kan till och med sluta med döden. Metoden kan även hjälpa mot andra tarmsjukdomar t.ex. IBS (irritable bowel syndrome). Vad man vanligtvis använder sig av mot dessa sjukdomar är antibiotika. Överdriven användning av antibiotika är dock skadligt för de goda bakterierna. De slås ut och patogena bakterier blir till slut resistenta.
Tarmfloran har en skyddande funktion. När den försvagas kan patogena bakterier frodas vilket resulterar i bland annat CDI. Många som behandlar CDI med antibiotika får ofta återfall. Därför ser man helst att det finns andra alternativ. I tarmfloran finns något som heter probiotika. Detta ämne är användbart för rubbad tarmflora som orsakar diarré och andra åkommor.

## Tillvägagångssätt
För att göra en fekal transplantation måste det finnas avföring som kommer från en frisk person, som fastställs genom en undersökning av vederbörandes fekalier samt blodprover. Den donerade avföringen placeras tillsammans med en vätska som kan vara salthaltigt vatten, vatten eller pastöriserad komjölk och så vidare. Detta skall sedan blandas ihop till en homogen mixtur. Sedan filtreras mixturen för att rena den från partiklar som inte ska vara där, innan den slutligen mottages av patienten. Transplantationen kan genomföras på flera olika sätt, t.ex. genom koloskopi, lavemang, kapslar eller magsond.

## Medicinska effekter
FMT återställer bakteriefloran till den normala sammansättningen av tarmflora som finns hos den som donerade avföringen. Probiotika följer med i avföringen som hjälper till att bygga upp de nedbrutna skyddsfunktionerna hos tarmfloran. Hos cirka 87% av patienter med CDI där antibiotika inte har fungerat så har fekal transplantation gett goda resultat. Det finns även vissa risker med fekal transplantation. Studier har visat att det kan leda till en ökning av andra bakterier i tarmfloran och det finns risk för infektioner. Det har även rapporterats om ett fåtal dödsfall.